# Invisius
Invisius er et dansk melodisk dødsmetal-band, dannet i 2006 i Ribe. Bandet har blandt andet været support for Mnemic, As We Fight, Urkraft og The Arcane Order.
I 2007 blev Invisius nomineret til "Årets talent" ved Danish Metal Awards, og medvirkede efterfølgende på den internationale serie af opsamlingsalbum, Kill City's sjette album med nummeret "Edge of Hostility".

## Medlemmer
- Jakob Fall Hansen – vokal
- Jeppe Andersson – bas, støttevokal
- Jeppe Tobiasen – guitar
- Martin Bennetzen – guitar
- Nikolaj Fogh – trommer

## Diskografi

### Studiealbum
- 2010: The Spawn of Condemnation
- 2011: Changes

### Demoer
- 2006: Dying Souls
- 2007: Edge of Hostility

## Eksterne links
- Officielle hjemmeside Arkiveret 29. maj 2010 hos  Wayback Machine
- Invisius på Myspace
- Invisius på Encyclopaedia Metallum

| Musikgruppe | Spire Denne artikel om en dansk musikgruppe er en spire som bør udbygges. Du er velkommen til at hjælpe Wikipedia ved at udvide den. |